# Dårkista

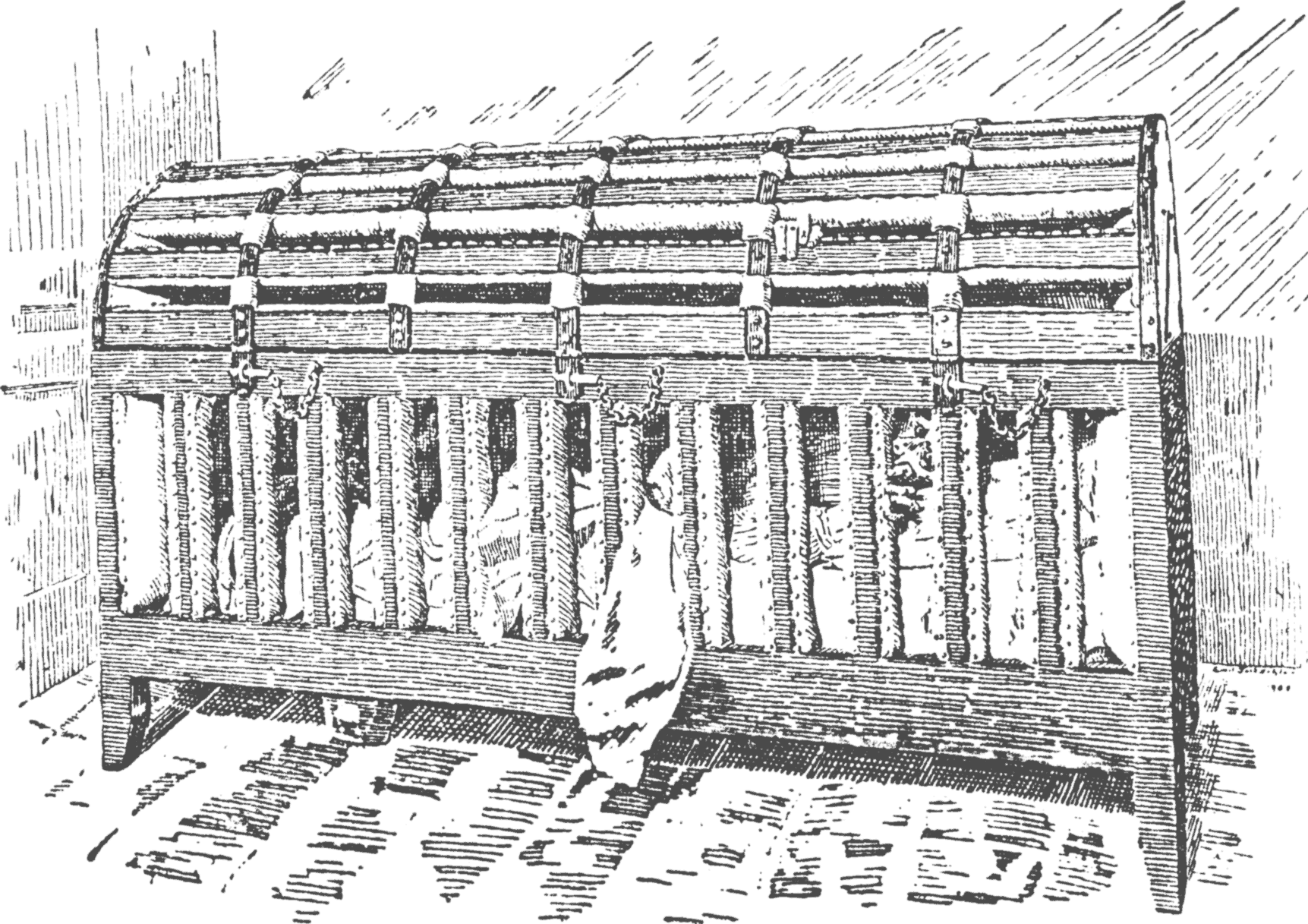
En dårkista var från början en bur eller en cell för «galningar» och «obotliga sinnessjuka». Den här dårkistan är från sinnessjukhuset Bethlem Royal Hospital i London.

 En dårkista var i äldre tid namn på en burliknande kista med ribbor istället för lock i vilken mycket våldsamma, svårt mentalsjuka människor förvarades då inget alternativ fanns. Begreppet fick allteftersom ett vidare begrepp och avsåg från 1600-talet också tukthus och ibland även fattighus. Senare avsågs med ”dårkista” en större anläggning för flera patienter och var föregångare till 1800-talets sinnessjukhus och vår tids psykiatriska institutioner. Dårkista som begrepp har existerat sedan åtminstone medeltiden.
I vardagligt svenskt språkbruk kan "dårkista" användas synonymt, särskilt i nedsättande syfte till mentalsjukhus.